# Amani Toomer
Pour les articles homonymes, voir Toomer.
(en) Statistiques sur pro-football-reference
Amani Toomer, né le 8 septembre 1974 à Berkeley (Californie), est un joueur américain de football américain qui évolue au poste de wide receiver.
Après avoir effectué sa carrière universitaire aux Michigan Wolverines de l'Université du Michigan, il fut drafté en 1996 à la 34e place (deuxième tour) par les Giants de New York avec lesquels il joue actuellement.
Il commença notamment comme kick returner avant de devenir titulaire comme wide receiver en 1999.
Lors de la saison NFL 2007, il remporte le Super Bowl XLII contre les Patriots de la Nouvelle-Angleterre.
Fin 2007, il détenait le record de réceptions cumulées pour un joueur dans l'histoire des Giants, juste devant Tiki Barber.